# Baranduin
Baranduin (tudi Brendivina; prevod: Branko Gradišnik) je zmišljena reka v Srednjem svetu.
Izvira v jezeru Podvečernik in teče proti jugu pod Brendivinskim mostom in mimo Sarnskega broda in se na zahodni strani Eryn Vorna izliva v morje, ki obliva Srednji svet.